# Subergorgia thomsoni
Subergorgia thomsoni är en korallart som först beskrevs av Nutting 1911.  Subergorgia thomsoni ingår i släktet Subergorgia och familjen Subergorgiidae. Inga underarter finns listade i Catalogue of Life.